# 34633 Megancantwell
34633 Megancantwell este o planetă minoră (asteroid), cu un diametru de 8,804 km, din centura de asteroizi. A fost descoperită pe 1 noiembrie 2000 la Experimental Test Site⁠(d) de Lincoln Near-Earth Asteroid Research. 
Obiectul prezintă o orbită caracterizată de o semiaxă mare de 2,7008026 UAi, o excentricitate de 0,14, o înclinație de 8,59863 ° în raport cu ecliptica.